# Чирючи
Чирючи (тат. Чирүче) — деревня в Зеленодольском районе Татарстана. Входит в состав Большекургузинского сельского поселения.

## География
Находится в западной части Татарстана на расстоянии приблизительно 29 км по прямой на северо-восток по прямой от районного центра города Зеленодольск у речки Солонка.

## История
Известна с 1602—1603 годов. Упоминалось также как Черевчи, Чурячи. 
В «Списке населенных мест по сведениям 1859 года», изданном в 1866 году, населённый пункт упомянут как казённая деревня Чуричи 3-го стана Казанского уезда Казанской губернии. Располагалась при безымянном ключе, по правую сторону почтового тракта из Казани в Царёвококшайск, в 30 верстах от уездного и губернского города Казани и в 32 верстах от становой квартиры в казённой деревне Верхние Верески. В деревне, в 51 дворе жили 452 человека (212 мужчин и 240 женщин), была мечеть.
В начале XX века здесь действовала мечеть.

## Население
Постоянных жителей было: в 1782 году — 103 (души мужского пола), в 1859 — 482, в 1897 — 549, в 1908 — 618, в 1920 — 528, в 1926 — 626, в 1938 — 607, в 1949 — 244, в 1958 — 262, в 1970 — 394, в 1979 — 299, в 1989 — 215, в 2002—236 (татары 100 %).
Национальный состав
Согласно результатам переписи 2002 года, в национальной структуре населения села татары составляли 100% из 236 человек.